# Adrià Collado
Adrià Collado (Barcellona, 3 agosto 1972) è un attore spagnolo.

## Filmografia parziale

### Cinema
- Perché no? (Pourquoi pas moi?), regia di Stéphane Giusti (1999)
- L'arte di morire (El arte de morir), regia di Álvaro Fernández Armero (2000)
- Buñuel e la tavola di re Salomone (Buñuel y la mesa del rey Salomón), regia di Carlos Saura (2001)
- Bloody Mallory, regia di Julien Magnat (2002)
- Deadly cargo - Terrore in mare aperto (Cámara oscura), regia di Pau Freixas (2003)
- Kilometro 31 (KM 31: Kilómetro 31), regia di Rigoberto Castañeda (2006)
- Proyecto Dos, regia di Guillermo Fernández Groizard (2008)
- Un posto nel mio cuore (Perdona si te llamo amor), regia di Joaquín Llamas (2014)
- Sólo química, regia di Alfonso Albacete (2015)
- Km 31-2, regia di Rigoberto Castañeda (2016)
- Non c'è due senza... (Donde caben dos), regia di Paco Caballero (2021)
- El fred que crema, regia di Santi Trullenque (2022)

### Televisione
- Hermanas - serie TV, 16 episodi (1998)
- Film per non dormire: affittasi (Películas para no dormir: Para entrar a vivir) - film TV (2006)
- Aquí no hay quien viva - serie TV, 59 episodi (2003-2006)
- Cuestión de sexo - serie TV, 10 episodi (2009)
- Gavilanes - serie TV, 10 episodi (2010-2011)
- La que se avecina - serie TV, 36 episodi (2007-2013)
- La Riera - serie TV, 39 episodi (2014-2017)
- Servir y proteger - serie TV, 58 episodi (2018)
- Amar en tiempos revueltos - serie TV, 95 episodi (2019-2020)
- Cuéntame cómo pasó - serie TV, 9 episodi (2021-2022)